# Uma Tolu (Bündnis)
Uma Tolu, tetum für „drei Häuser“, war ein Bündnis dreier Reiche entlang der heutigen Grenze zwischen der osttimoresischen Gemeinde Cova Lima und Indonesien. Die Bündnispartner waren Fatumean, Dakolo und Lookeu.
Im März 1895 startete der portugiesische Gouverneur José Celestino da Silva eine Offensive gegen Uma Tolu und andere Reiche. Uma Tolu hatte bis dahin seine relative Unabhängigkeit gegenüber den europäischen Kolonialmächten bewahren können, was Celestino da Silva ein Dorn im Auge wurde. Laut dem Gouverneur weigerte sich Fahik, der Liurai von Fatumean mit den Portugiesen zusammenzuarbeiten. Die gesamte Kaffeeernte seines Reiches im Wert von 660.000 Reis exportierte er über den Hafen von Atapupu, der unter niederländischer Kontrolle stand.
Krieger aus Fatumean besetzten zeitweise das Fort von Batugade, als dessen Besatzung im Krieg gegen Manufahi an einem anderen Ort kämpften. Doch im September 1895 musste Fahik nach drei Tagen Schlacht, zusammen mit den anderen beiden Herrschern der Uma Tolu mit Portugal einen schriftlichen Vertrag über seinen Vasallenstatus schließen. In der Region nennt man das Ereignis den „Fall der drei Reiche“ (tetum rai uma tolu tohar).
Später wurde das Bündnis um die Reiche Sisi und Maudemi erweitert und es entstand „Koba Lima“, der Ursprung der heutigen Gemeinde Cova Lima. Das Bündnis wurde durch Hochzeiten zwischen den Clans gefestigt. Sisi und Maudemi galten dabei als Clans der „Fruchtbarkeitsnehmer“ (tetum feto sawa), während die drei anderen „fruchtbarkeitsgebende“ Clans waren (tetum uma mane, wörtlich: Haus des Mannes) waren.
Durch die koloniale Grenzziehung im Vertrag von Lissabon, zwischen den Niederlanden und Portugal, kamen Sisi, Maudemi und die Hälfte Lookeus zum heute indonesischen Westtimor, während der Rest von Lookeu, Fatumean und Dakolo portugiesisch blieben. Noch heute sehen sich diese tetumsprechende Clans als eine Gruppe mit gemeinsamen Ahnen und pflegen über die Grenze zwischen Indonesien und Osttimor hinweg ihre Beziehungen.